# 三河真木氏
三河真木氏（みかわまきし）は、三河国に分布・居住する氏族真木氏のことである。真木氏は史料により、牧氏・槇（槙）氏とも表記される場合がある。この三者は異なる出自を持つ可能性もあるが、関係史料では混用も見られるため、出自については複雑であり、同一視されて説明されることもある。
三河真木氏は14世紀半ばに、三河国外より移住したという伝承もあり、室町時代初期には三河国宝飯郡中条郷鍛冶村（現在の愛知県豊川市中条町付近）を中心として土豪化していたと考えられ、また氏神の加知天神社（上記中条町 宮坪 鎮座の中条神社）の伝承から、一族は製鉄や鍛冶などに関わりが深かったともみられている。
しかし室町時代に、この三河国に勢力を伸ばしてきた戦国大名今川氏の影響の下、東三河の国人領主牧野氏を盟主とする牛久保六騎・牛久保衆（牧野組）を構成し、しばしば今川方として参陣したが戦国時代末期には、牧野氏の寄騎のまま徳川氏に転属し、後には徳川譜代大名となった牧野氏の家臣団に組み入れられた。真木氏は他の牛久保寄騎と異なり、徳川氏の大名・旗本にはならず、牧野氏家中の重臣となった。特に越後長岡藩では先法三家の一つに数えられ、家中で別格の扱いを受けた。ほかに越後長岡藩牧野家の分家支藩である信濃小諸藩や越後三根山藩にも真木（槇）氏が家老・上級家臣として存在する。

## 事績・出自
真木氏の氏族集団は鍛冶・製鉄を営む技能集団の側面と、国人牧野氏の寄騎・被官になった武家としての側面があると考えられる。

### 牛久保六騎の真木氏
三河国宝飯郡中条郷鍛冶村の土豪真木氏は、同じ中条郷の牧野村発祥という三河牧野氏が文明年間に近隣の長山村（古名、常荒／とこさぶ）にあった一色城に入城し元・三河守護職一色氏の一族・一色時家にかわり、勢力を及ぼすとこれに属し寄騎の武将となったとされる。牧野氏の寄騎には宝飯郡内および近隣地域の有力土豪のほか牧野氏所縁の武将も加わったが、永正年間には戦国大名今川氏の勢力下に属して、牧野氏を盟主とする牛久保六騎もしくは牧野組と呼ばれる軍団に編成され、真木氏もその構成員になった。この牛久保六騎の真木氏とされる真木越中守およびその一族に関する文書・記録が存在する。『牛窪記』は「真木ト岩瀬ハ旧主ノ義理ヲ重ジ」と記述するなど、真木氏は、戦国大名・今川氏との関係が深かったことを窺わせるほか、1565年（永禄8年）発給の吉田城兵糧米の証文にも真木越中守が見える。この当時の吉田城は、実質的には今川氏の三河国経営のための城であった。
真木越中守を称した家系は、牧野氏の発展と共にあったが、牧野氏が徳川派（松平派）と、今川派に分裂するに及び、今川派の牧野保成ら今川派牧野氏と共に行動をして、松平清康や、徳川家康に頑強に抵抗したため、特に戦国末期から近世にかけて凋落したが、家康の降伏の勧めに応じて追放や蟄居は免れた。やがて支配階級にあったその一族の多くは、譜代大名となった牧野氏によって家臣団化された。

### 鍛冶屋の長者真木氏
中条神社（加治天）の伝承によれば、現在の中条町内の旧名・鍛冶村は鍛冶に関わるものとされる。
この真木（槇）氏の出自については、愛知県豊川市中条町に存在する三河真木氏の氏神である中条神社（加治天神社）の伝承と、槇家系記によるが、その内容は南朝の忠臣真木定観の子孫が三河国宝飯郡中条郷に移住し、その地に加治天神を勧請して氏神とし刀鍛冶となったというものである。
真木氏（牧氏・槙氏）は、全国的にみて鍛冶集団の職業姓として使用される傾向がある。
鍛冶屋の長者・指導者となっていた真木氏家系の一つが、次第に実力を蓄え土豪化して、国人牧野氏を与力し、また隣国の戦国大名今川氏に与してその三河国進出に協力したものとみられる。
しかし、同社記等はこの真木氏の出自を河内国古市郡槇庄（真木村）発祥と説明するが、元祖真木定観は『太平記』等に記されるように大和国の住人として伝えられ、前者は橘姓、後者は源姓（清和源氏満仲支流宇野氏流）と矛盾点が存在する。

### 中条神社社記
槇家系記を基礎に書かれたとみられる中条神社の社記を根拠とする移住伝説等によると、南朝の拠点であった吉野山に最後まで踏みとどまった真木定観の末裔たちが、宝飯郡中条郷に渡来して、刀鍛冶になって創建し、同地を鍛冶村と呼んだとしている（諸説あり）。
社記によると1350年（南朝：正平5年、北朝：観応元年）、河内国古市郡真木村より、金山比古神（金山彦神・かなやまひこのかみ）・金山比売神（金山姫神・かなやまひめのかみ）を奉じて渡来したとする。
渡来後の約10年後にはじめて社殿が造られた。
江戸時代の加知天神の神官神職は、槇氏（牧氏）にほぼ独占されていたが、その先祖は真木定観であるとしている。加知天神は三河国神名帳にみることができ、明治・大正期に近隣の小さな神社・社（やしろ）を合併・吸収したが、村社の熊野神社を合祀したことを契機に、1914年（大正3年）1月7日から中条神社と称するようになった。同神社内に鎮座する金山彦大明神の棟札（成立年月不詳）に真木伊右衛門・真木宗太郎が見える。
しかし、厳密には、中条神社社記をはじめとする同神社関係の古文書には、神官神職に牧氏・槇氏と云う表記を見ることができるが、真木姓の表記は見い出だせない。

### 中条神社社記・槇家系記以外の古文献の記述
「宝飯郡鍛冶村古屋敷・真木越中守定善・同善兵衛」（三河国二葉松）とみえるほか、1561年（永禄4年）に真木兵庫之助重信が牛久保及び一戦で、奮戦して討死した記述がみえる（真木家文書・東京大学史料編纂所蔵）・（詳細→真木氏 (牧野家重臣)）。
また1569年（永禄12年）真木又次郎が遠江国浜名郡に、一向一揆鎮圧のため遠征して戦傷死し、その妻、花藻は、亡き夫のあとを追って井戸に飛び込み自殺している（牛窪記など）。
『牛窪密談記』では、牧宗次郎（真木トモ）が1529年（享禄2年）、吉田城主・牧野氏のため力戦したことが描かれている。
宝飯郡篠束村西宮（現：豊川市一宮町篠束）の篠束神社（篠束明神）旧記によれば、この神社は1558年（永禄元年）に兵火に罹って全焼したが、翌2年には真木次郎左衛門という者が再建し、当時は「牛頭天王社」と称したという。
このほか越後長岡藩文書、新潟県長岡市蒼柴神社文書（諸士由緒記）などにも真木氏（槇氏）の三河国在住時代の事績を伝える記述がみられる。

### 真木氏と槇氏の表記の混用
中条神社所在地の室町・戦国期の領主は、真木氏であり、また真木氏が、しばしば槇氏と表記されたので、両者は同族とみなされている（出典、三河国二葉松・真木家文書・譜牒余録収載文書（国立公文書館蔵）の刈谷・水野信元の添状など）。しかし、槇氏と真木氏の区別については史料が少なく、実はマキ氏には鍛冶と縁の深い一族と、四国から牧野氏（あるいは細川氏）に随従した一族のまったく別個の二系統が存在したが、後世に段々と紛れて、わからなくなってしまったという可能性もある。なお徳川大名牧野氏重臣、槇氏・真木氏の混用の理由は、別にあるためそれとは異なるものとみられる。また、牧氏についても表記の混用が考えられるが、別ページの三河牧氏を参照のこと。

### 牧野氏と真木氏は近縁か
『東海日日新聞』の特集記事、東三河と長岡では、「マキ（真木、槙、牧）姓は、発音からも文字からも、牧野姓とはきわめて近縁で、真木又次郎は牛久保牧野氏一党の一員だと考えられます」とある。
しかし、これらは史料的な根拠はなく、各種の戦国期の牧野氏の家系図にも真木氏、槇氏がその分家・庶流であるとする家系図は存在しない。
真木氏が、牧野氏の同族異流となるか否かについては、系譜を含めて確実な文献は存在せずに定説をみないが、16世紀に真木氏が牧野氏の一族に共通にすると思われる、田内左衛門・伝右衛門を通称として使用していたとする有力な伝説がある。
真木定観は、清和源氏である一方で、三河国宝飯郡から牧野氏に随従して、やがて家臣団化された三河真木氏の末裔たちは、橘姓を称しており食い違いがある。しかし、これについて真木氏の本姓は、橘姓であるとするが、一般論として橘姓と紀姓は、音読みが「キツ」と「キ」で紛らわしいことから、段々と混同されていったのではないかとの姓氏研究者の見方もある（太田亮「姓氏家系大辞典」など）。この指摘に準拠すれば、三河牧野氏（譜代大名牧野氏）の多くの家譜も紀姓であることから、三河真木氏も本姓は、実は紀氏である可能性がいえる。こうしたことを根拠に、牧野氏と真木氏は、かなり遠縁とはなるが、系譜的関聯性があるとする見方がある。

### 真木定観末裔説
中条神社の社記伝承による鍛冶村真木氏の真木定観末裔説は、移住時期に矛盾点が指摘される一方、豊川市長谷寺の十一面観音像由来にかかわる伝承の中で、南朝寄りであった大和国長谷寺と真木氏に所縁があるため、南朝との関聯性が存在する。

#### 三河移住時期の矛盾
系図は高貴人・偉人の子孫に仮冒する例がしばしば見られるが、三河真木氏が真木定観の末裔とする根拠は中条神社社記以外には見ることができない。
真木定観は大和国を在所とする一方で、中条神社神官牧氏（槇氏）は河内国古市郡から、渡来したとしているため、隣国とはいえ地域的にやや離れた場所を故地としている。
真木定観は、大和国宇智郡牧野邑（奈良県五條市中之町）発祥の清和源氏宇野氏の氏族・真木野氏（牧野氏とも表記）であるとされるが、その出自については史料も乏しく確定的な系譜も知られていない。『太平記』の記述によれば、この真木野氏は護良親王を奉じて大和国上村城で籠城した南朝系武士であるとされる。
しかし15世紀後半と推定される三河国宝飯郡牧野城主の牧野成富、及びこの末裔となる譜代大名となった牧野氏は、北朝系武士であるとされ、大和国真木野氏（牧野氏）との系譜的関聯性は史料上、見出されていない。
三河国宝飯郡（豊川市）の中条神社は、1350年（南朝：正平5年、北朝：観応元年）の創建を伝えるが一方で、真木定観は、1352年（南朝：正平7年、北朝：文和元年）に後村上天皇を奉じていることが、『太平記』に記述されているが、これは年代的に前後する矛盾点がある。すなわち、真木定観の子や孫が、南朝軍敗退の前に定観を残したまま、敵方の足利氏分国である三河国の宝飯郡鍛冶村に渡来したことになり、疑問が残る。

#### 豊川市長谷寺の伝承
まず真木定観末裔説を補強する傍証として、16世紀に牛久保城主・牧野氏と縁が深いとみられる真木氏の一族・真木宗成が、大和国長谷寺に赴いて出家して帰郷し、同地に長谷寺を建立し、牧野家の守本尊を奉っていたとする伝説が存在する（愛知県豊川市長谷寺伝説）。
大和国長谷寺は、南朝の不利が決定的になった後も、南朝に加勢し、真木定観の一子、宝珠丸等を大将として、高師直軍と水越合戦（現、五條市）をおこなっている。こうした縁故があったからこそ、東三河から、遠く離れた同寺院に修行に赴いたと推察される。
真木定観の次子、牧定尭は、1360年（南朝：正平15年、北朝：延文5年）に楠木正儀（正行の弟）と結び、河内国古市城を攻めた。真木定観やその一族の所領が古市郡にあったとする史料は、写本を含めて現存していないが、真木氏と古市郡を結びつける手がかりの一つとなる。

#### 河内国真木村の比定
中条神社では真木氏を河内国古市郡真木村の発祥としているが、同国同郡内に史料学的に証明できる真木という地名が存在しないために問題となる。
河内国内には、古内郡外に真木村（現、枚方市）が存在し、『太平記』にも登場する中世の著名なスラム街である。しかし古市郡内には真木・槇という地名は残っていない。
古代・中世に鉄礦石・砂鉄が産出された場所を、真木村（郷）・槇村（郷）などと呼んでいた事例が全国各地にある。古市郡近くの岳山には中世まで、中条神社と同じ祭神が祭られていたとする有力な伝説がある。
これを根拠に真木・槇という地名は、現在に伝わってはいないが、古市郡内または、その周辺にかって存在した可能性も否定できない。

## 中世の宝飯郡真木氏の末裔
宝飯郡鍛冶村の支配者であった真木氏の直系子孫の多くは、譜代大名となった牧野氏によって、家臣団化された。
1590年（天正18年）、徳川家康が関東移封（国替え）されたことによって、三河国の支配階級の中にはこれを嫌って、土着・帰農した者が出た。郷士となった真木氏がいるかは不明であるが、土着・帰農した者がいたとみられ、江戸時代には苗字を許された農民階級の真木氏が宝飯郡には存在したほか、明治から昭和初期には寄生地主となった真木姓の者もいた。
また宝飯郡鍛冶村（現：豊川市）の鍛冶屋は、江戸時代初期に、その繁栄が豊川から豊橋に奪われると、豊橋に集団で移転した。
また現代でも、愛知県豊川市、豊橋市、宝飯郡には、真木姓が散見され、特に豊橋市の真木姓を称する者には、先祖が鍛冶屋職人であった者が多いと云う指摘がある。

## 中条郷の真木（槇）氏の葬地
戦国時代の末期、真木氏と関係の深い牧野氏や、岩瀬氏は、葬地を光輝庵としていたが、真木氏は神社仏閣等の敷地ではない一本松（現住所は豊川市山道町）に独自の葬地を持っていた。

## 田原藩主・三宅氏家臣の真木氏
三河国田原藩主・三宅氏（三河国渥美郡田原発祥）家臣に真木氏があり、諱の通字を「定」としているほか、襲名にも「重」の字を使用しているため、上記の宝飯郡牛久保・真木氏と同族であるとも推定できるが、史料学的には不明である。
同藩の真木氏は上級家臣の家系ではあるが、小藩でかつ慢性的な財政窮乏であったため、家禄は100石に満たなかった。
渡辺崋山派であった同藩上級藩士・真木定前（重郎兵衛）は、藩政改革により、家老に次ぐ役職である重臣（用人・加判）に抜擢されたが、1844年（弘化元年）に藩主・三宅康直を継嗣問題で諌めるため、参勤交代途中の金谷宿で切腹し、これを受け入れられた。

## 脚註
1. ↑  三河真木氏における現存する史料の初見は、1538年（天文7年）発給の牧野氏・真木氏等4名連署の判物『牛窪北鉄屋大工助九郎安堵状』である（愛知県立図書館蔵、『牛窪記』でも引用古文書となっている）。
2. ↑  真木（牧・槙）という姓及び地名が、鍛冶・砂鉄と縁が深い例として、河内国古市郡発祥のマキ氏、備前国槙ヶ峠発祥のマキ氏　出雲国槇木村発祥のマキ氏、陸奥国槙峯発祥のマキ氏・マキノ氏、陸奥国石川郡槙発祥のマキ氏があるほか、特に尼子十旗の真木氏・馬来氏は著名。
3. ↑  古市郡は『郡』であってもその面積は狭く羽曳野市の要部と、富田林市のごく一部など限られた範囲でしかない。
4. ↑  中条神社社記の史料評価上の注意点；14世紀半ばの伝説を記述した中条神社社記であるが、その前身となる加知天神は、1575年（天正3年）)長篠の戦いの兵火などで2回、槇家系記などの古文書を焼失しており、槇家系記には書き足しが見られる。また、三河文献集成（国書刊行会）には、やはり後世の書き足しが指摘されている牛久保城古図と並んで、中条神社社記の収載がない。
5. ↑  牧（真木）宗次郎の存在を伝える伝説は、『牛窪密談記』以外にみることができない。このため時代が少し異なる『常山紀談』などに登場する牧宗次郎を、著者が取り違えたのではないかとする説もある。
6. ↑  早川直八郎・早川彦右衛門著『三河国宝飯郡誌』第六集・33頁、「篠束村」、1891年（明治24年） - 1893年（明治26年）の合本（NDLJP:765323）。
7. ↑  すなわち、牛久保城の内堀の中に屋敷を持った真木氏（牛久保城古図）は、橘姓・真木氏であって牧野氏の一門衆か、それに近い存在である一方で、鍛冶村古屋敷の真木越中守定善・同善兵衛（二葉松）等は、源姓・真木氏であって中条神社の神官・牧氏と同じく刀鍛冶と縁が深く、真木定観の末裔を称していた。そして源姓・真木氏（牧氏・槇氏）から橘姓・真木氏に、真木三郎左衛門重勝が養子入りをして槙氏に改姓したため、ますます混沌として、紛れてわからなくなってしまったという見方もできるが、あくまで可能性の一つであって、推定の域を出るものではない。
8. ↑  江戸時代に小諸藩家老真木氏と、藩主牧野氏との間に養子縁組をした家系図などが存在するが時代的に異なる（都立中央図書館・小諸図書館各蔵の小諸牧野氏年譜、京都大学所蔵文書など）。
9. ↑  愛知県長谷寺の過去帳、及び同寺発行のパンフレット。歴史と旅『武田信玄総覧』には、真木伝右衛門の名が見える。
10. ↑  長野県小諸市誌には信濃国小諸藩家老・真木氏の墓石の一部が写真掲載されているが、その写真から「橘」の文字が読み取れる。また新潟県長岡市立中央図書館蔵の越後長岡藩家老首座・稲垣氏家譜録によると、槇氏と稲垣氏との間に通婚関係が確認でき、これによると槇氏は橘姓であったことが記述されている。なお真木家文書（東京大学史料編纂所蔵）には、源姓・橘姓のいずれの記述もない。
11. ↑  『今川記』の1465年（寛正6年）の額田軍一揆の記述では足利氏支族の故一色義貫（左京大夫）の御家人とされ、南朝系ではないことが見て取れる。（→『岡崎市史』第2章第2節「守護と奉公衆」）
12. ↑  古市城攻めの記事は『太平記』に記述がなく、奈良県吉野郡の運川寺文書などが根拠である。また古市城の場所は特定されていない。応神天皇陵などの古墳が散在する河内国古市郡は、弥生時代・古墳時代から渡来人が多く居住して、製鉄・鍛冶が盛んな地域であった。時代が下って鎌倉時代末期から南北朝時代にかけては、橘姓を自称した楠木正成・楠木正行の勢力圏となった。真木氏の起源を鍛冶集団とするならば、その遠祖は、鍛冶の盛んな地域から渡来してきたことは、想像に難くない。鍛冶は賤民の職業とは限らないが、中世の散所には、賤民視されていた鍛冶職人が多く定住していたことに注目すべきである。彼らは散所の長者・悪党であった南朝の英雄、楠木氏の支配・影響を当然に受けていたはずである。また大阪府の旧古市郡となる羽曳野市・富田林市などのハンナン地区には、鍛冶屋を先祖に持っていたとの伝説を持つ真木氏が、現代にも残っている。中世の時期から続いていた鍛冶工房（かじこうぼう）も盛んで、街道にはたくさんの工房が存在したようで、特にまちの北東部は「鍛冶町」と呼ばれています。（羽曳野市役所ホームページより引用）
13. ↑  大阪府枚方市・すなわち北河内にあり、大阪府・京都府・奈良県の境近く
14. ↑  大阪府南部（河内国）との境近くにある奈良県（大和国）柏原市大字青谷の金山彦神社・金山媛神社の伝説
15. ↑  第27代豊川市議会議長・真木浅雄（在職は1979年（昭和54年）5月から約1年間）。
16. ↑  真木（槙）氏は、寺院ではなく一本松にあった野火の火葬場の近くに一族の共同墓地を持っていた。真木氏葬地は改葬されて愛知県営牛久保住宅となっていたが、これも老朽化して(1992年（平成4年） - 1993年（平成5年）)に、全面的に中層住宅に建て替えられて、過去の面影を全く残していない